# Cañari

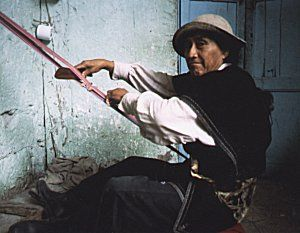
Tessitore Cañari alle prese con un telaio.

I Cañari furono una civiltà precolombiana sudamericana che abitò l'Ecuador centro-meridionale tra il 400 d.C. e il 1532 d.C.

## Storia
Furono conquistati dall'impero Inca durante la campagna di conquista verso nord di Huayna Cápac. Furono sottomessi al vasto impero con la forza, attraverso il massacro di migliaia di Cañari. La tribù occupava un'ampia zona attorno a Tumebamba, chiamata a volte la "seconda Cuzco" a causa della somiglianza con la capitale. Si dice che Tumebamba vantasse stupende architetture molto simili a quelle di Cuzco. Durante la guerra civile Inca combattuta tra i figli di Huayna Capac, i Cañari scelsero di appoggiare Huáscar, nonostante fossero stanziati nella parte settentrionale del regno, quella ereditata dal figlio ed erede illegittimo Atahualpa. All'inizio i generali di Huáscar, Atoc ed Hango, sembravano avere successo, sconfiggendo l'esercito di Atahualpa e conquistando le grandi città di Cajamarca e Tumipampa. Grazie all'aiuto dei generali fedeli al padre, però, Atahualpa riuscì a sconfiggere l'esercito di Huáscar nella battaglia di Mullihambato ed in quella di Chimborazo, respingendo i nemici a sud. Catturò e fece giustiziare i generali huascariani, e massacrò i Cañari non appena conquistata Tumebamba, radendo la città al suolo con un incendio e massacrando gli abitanti.